# Thüringer Städtekette
Der Begriff Thüringer Städtekette bezeichnet eine 130 Kilometer lange gedachte Linie, an der sich sechs der sieben größten Städte des deutschen Bundeslandes Thüringen in West-Ost-Richtung aneinanderreihen.

## Beschreibung

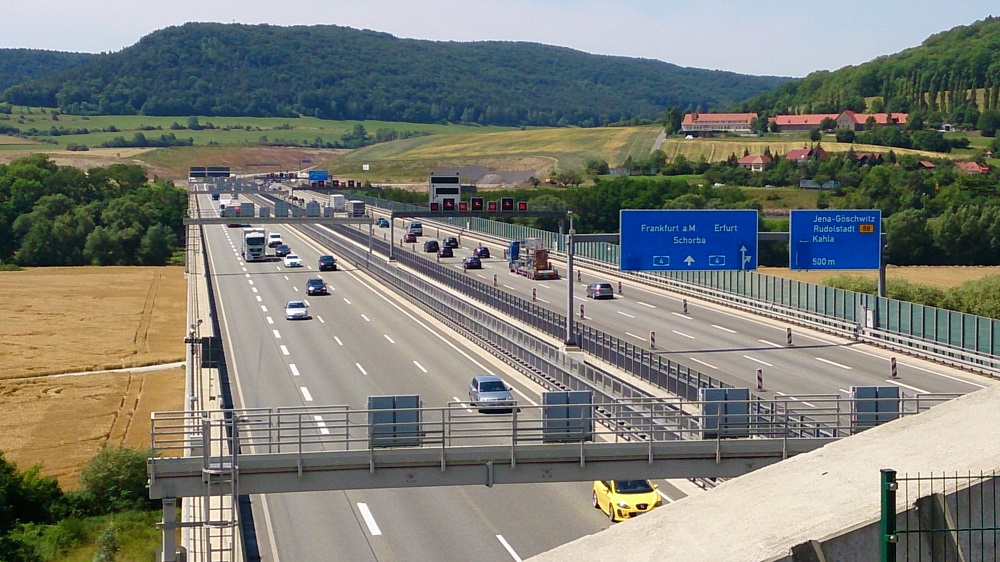
Neue sechsstreifige A 4 bei Jena

Die Thüringer Städtekette beginnt im Westen des Landes nahe der Grenze zu Hessen in Eisenach, der siebtgrößten Stadt Thüringens. 30 km östlich folgt Gotha, die fünftgrößte Stadt Thüringens, 20 km östlich von Gotha liegt Erfurt, die größte Stadt und Landeshauptstadt Thüringens. Wiederum 20 km östlich von Erfurt folgt Weimar, die viertgrößte Stadt, 20 km östlich von Weimar liegt Jena, die zweitgrößte Stadt des Landes. Die Thüringer Städtekette endet 40 km östlich von Jena in Gera, der drittgrößten Stadt Thüringens.
Der mittlere Bereich um die Städte Erfurt, Weimar und Jena weist die höchste Bevölkerungsdichte im Land auf. Alle sechs Städte haben gemeinsam über 575.000 Einwohner, mehr als ein Viertel der Thüringer Bevölkerung. Ihre Fläche macht mit rund 800 km² etwa ein Zwanzigstel der Fläche des Landes aus.
Erfurt, Jena und Gera gelten als potenzielle Regiopolen, was bereits im Stadtentwicklungskonzept Erfurts aus dem Jahr 2008 eine Rolle zur Vernetzung mit den Nachbarstädten zu einer Regiopolregion eine Rolle spielt.
Die Thüringer Städtekette ist auch die wichtigste Verkehrsachse des Landes. Alle Städte werden durch die A 4, die B 7 sowie die Bahnstrecken Eisenach–Gotha–Erfurt–Weimar und Weimar–Jena–Gera verbunden. Sie ist auch der wichtigste Wirtschaftsraum des Landes; die Region Erfurt-Weimar-Jena zählt zu den stärksten Wirtschaftsräumen in den neuen Bundesländern.
Die vier mittleren Städte der Städtekette sind ähnlich gelegen: Sie liegen alle an der Kreuzungsstelle zweier ehemaliger Handelswege (die Städtekette sowie ein Weg in Nord-Süd-Richtung), die heute meist zu Bundesstraßen geworden sind, sowie im Tal eines größeren Flusses (meist in Süd-Nord-Richtung verlaufend).
Der 240 km lange Radfernweg Thüringer Städtekette verbindet von Creuzburg aus die sechs Städte und führt bis Altenburg. Er ist Bestandteil des im Aufbau befindlichen Radfernwegenetzes Deutschland, der Mittelland-Route (D4) von Aachen bis Görlitz. Mit diesem Fernradweg werden die großen Städte Thüringens ebenso verbunden wie touristisch bedeutende Sehenswürdigkeiten.

## Geschichte
Der Begriff selbst ist neueren Datums und wurde erst nach der Wiedergründung Thüringens 1990 etabliert. Die Entstehung der Städtekette als Bevölkerungszentrum des Landes war vor allem eine Folge von Industrialisierung und Wanderungsprozessen ab 1850. Die drei westlichen Städte Eisenach, Gotha und Erfurt waren schon seit dem Mittelalter durch die Via Regia, eine der wichtigsten Fernhandelsstraßen in Mitteleuropa, verbunden und gehören bereits seit dieser Zeit zu den größten Städten im Bundesland. Weimar, südlich dieses Handelswegs gelegen, verdankte seinen Aufstieg der Zeit als Residenz der Ernestiner in der frühen Neuzeit, während Jena und Gera erst mit der Industrialisierung ab dem späten 19. Jahrhundert zu herausgehobenen Punkten im regionalen Städtenetz wurden.
Gegenüber dem nördlichen und südlichen Umland bestand durch die Anlage der Hauptbahnstrecken 1847 und 1876 sowie der Autobahn in den 1930er Jahren ein Infrastrukturvorteil, der seitdem weitere Ballung verursacht, sodass der im Gebiet lebende Bevölkerungsanteil im Vergleich zum restlichen Bundesland weiter stetig ansteigt. Ferner strahlt die Städtekette seit etwa 2005 an einigen Stellen auch regional aus, etwa nach Süden um Gotha, wo der Bereich um Waltershausen und Ohrdruf eine überdurchschnittliche Entwicklung nahm, sowie entlang der neuen Bundesautobahn 71 einerseits nach Arnstadt südlich von Erfurt, andererseits in geringerem Maße auch in den Raum Sömmerda/Kölleda nördlich der Landeshauptstadt.